# Rainer Wolter
Rainer Wolter (* 28. Februar 1959 in Rastatt) ist ein deutscher Koch.

## Leben
Rainer Wolter hat unter anderem von 1977 bis 1979 bei Willi Schwank im Restaurant Stahlbad in Baden-Baden (zwei Michelinsterne), bei Josef Viehhauser im Le Canard in Hamburg sowie ein Jahr bei Eckart Witzigmann im Restaurant Aubergine in München gearbeitet. 1985 bis 1994 war Wolter Küchenchef im Hamburger Restaurant La Mer des Hotel Prem, das unter seiner Leitung 1994 vom Guide Michelin mit einem Stern ausgezeichnet wurde.
Wolter ist Gründungsmitglied der Jeunes Restaurateurs d’Europe, Sektion Deutschland, deren gewählter Präsident er von 1991 bis 1994 war und zu deren Ehrenpräsident er 1995 von Otto Fehrenbacher ernannt wurde.
Wolter trat in der Fernsehsendung „Kochen mit den Meistern“ bei Sat.1 auf. Zudem war er 1987 und 1988 Teilnehmer der Masters of Food and Wine in Carmel in Kalifornien. Im Jahr 2003 war er Teamkoch des Team Gerolsteiner bei der Tour de France.

## Auszeichnungen
- 1986: „Aufsteiger des Jahres“, gewählt von den Lesern des Magazins Der Feinschmecker.
- 1994: Ein Michelin-Stern im Restaurant La Mer, Hamburg
- 2009: "Gourmetpreis Brandenburg"